# Przydrożna kapliczka domkowa w Olszynach
Przydrożna kapliczka domkowa w Olszynach – rzymskokatolicka kapliczka parafii Świętej Rodziny w Chełmsku Śląskim, znajdująca się w Olszynach w diecezji legnickiej.
Kapliczka domkowa z XIX w. - prostokątna, nakryta dwuspadowym dachem; okna i portal wejściowy ostrołukowe.

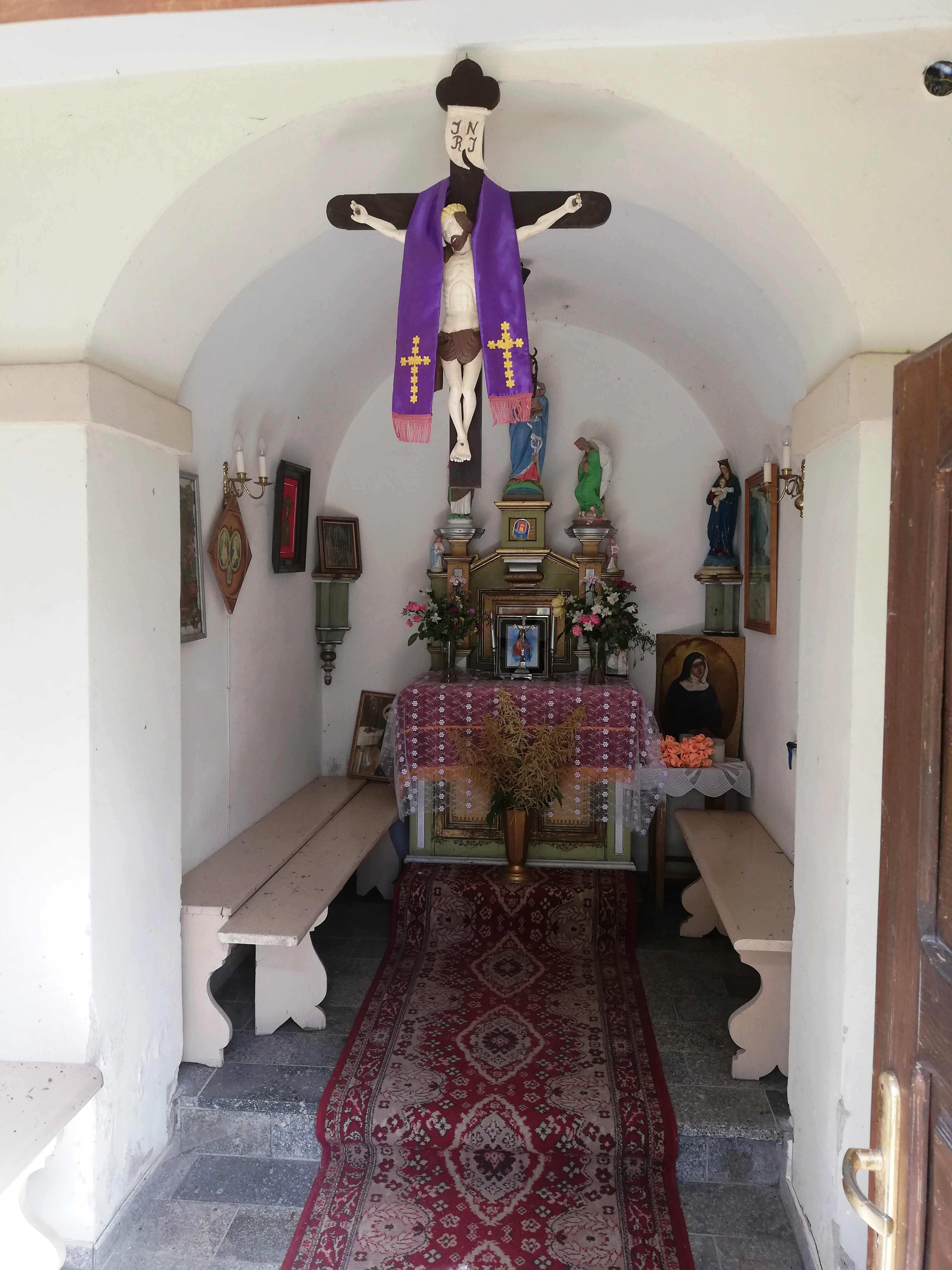
Nawa główna z prezbiterium